# Phymatosorus cuspidatus
Phymatosorus cuspidatus är en stensöteväxtart. Phymatosorus cuspidatus ingår i släktet Phymatosorus och familjen Polypodiaceae.

## Underarter
Arten delas in i följande underarter:
- P. c. beddomei
- P. c. cuspidatus